# Циркумфлекс
Циркумфлекс је дијакритик који се користи у латиничном, грчком и ћириличном писму у многим језицима, као и у разним транскрипцијама. Име је добио од латинске речи circumflexus што значи "савијен около" а што је превод грчке речи περισπωμένη.
У српском језику, циркумфлекс се обично користи као генитивни знак, за раздвајање других хомографа, а понекад и за означавање дугосилазног акцента уместо лука.
Овај знак се користи и у математици и физици, кад се обично назива "капица".